# Distrito electoral de Alsey
Alsey (en inglés: Alsey Precinct) es un distrito electoral ubicado en el condado de Scott en el estado estadounidense de Illinois. En el Censo de 2010 tenía una población de 576 habitantes y una densidad poblacional de 6,29 personas por km².

## Geografía
Alsey se encuentra ubicado en las coordenadas 39°33′46″N 90°25′14″O / 39.56278, -90.42056. Según la Oficina del Censo de los Estados Unidos, Alsey tiene una superficie total de 91.54 km², de la cual 91.51 km² corresponden a tierra firme y (0.03%) 0.03 km² es agua.

## Demografía
Según el censo de 2010, había 576 personas residiendo en Alsey. La densidad de población era de 6,29 hab./km². De los 576 habitantes, Alsey estaba compuesto por el 98.09% blancos, el 0.87% eran afroamericanos, el 0% eran amerindios, el 0.69% eran asiáticos, el 0% eran isleños del Pacífico, el 0% eran de otras razas y el 0.35% pertenecían a dos o más razas. Del total de la población el 1.39% eran hispanos o latinos de cualquier raza.